# Оденсе (муніципалітет)
Оденсе (дан. Odense) — муніципалітет у регіоні Південна Данія королівства Данія. Площа — 305.7 квадратних кілометрів. Адміністративний центр муніципалітету — місто Оденсе.

## Населення
У 2012 році населення муніципалітету становило 191 610 осіб.